# Dazimetar
Dazimetar (grč. δασύς: gust) je uređaj ili mjerni instrument koji pokazuje promjenu gustoće zraka. Dazimetar je zapravo vaga kojoj se na jednom kraku nalazi stakleni balon, a na drugome pomični metalni uteg. Prema Arhimedovu zakonu, svako tijelo uronjeno u tekućinu (ili u plin) prividno izgubi onoliko od svoje težine koliko teži istisnuti obujam ili volumen tekućine (plina). Ako se gustoća zraka (plina) smanji, onda je balon prividno manje izgubio na težini, pa nestaje ravnoteže; krak na kojem je balon, prevagne. Pomicanjem utega uspostavlja se ponovo ravnoteža pa se tako određuje gustoća zraka.

## Denzimetrija
Denzimetrija (lat. densus: gust) je mjerenje gustoće tvari. Denzimetar je uređaj ili mjerni instrument za mjerenje gustoće tvari, odnosno određivanje specifične težine.

## Slike
|                                                |                                         |
| Dazimetar kod standardnog tlaka i temperature. | Dazimetar kod smanjenog tlaka (vakuum). |